# Миси
Миси — село в Агульском районе Дагестана. Входит в сельское поселение «Сельсовет „Хутхульский“».

## Географическое положение
Расположено в 3 км к востоку от районного центра села Тпиг и в 3 км к северо-западу от центра поселения села Хутхул, на реке Мисичай (приток реки Чирагчай).

## Население
| 1895 | 1926 | 1939 | 1970 | 1989 | 2002 | 2008 |
| ---- | ---- | ---- | ---- | ---- | ---- | ---- |
| 235  | ↘231 | ↗249 | ↗294 | ↘263 | ↗327 | ↘326 |
| 2010 | 2021 |      |      |      |      |      |
| ↘282 | ↘247 |      |      |      |      |      |